# Oldenlandia marcanii
Oldenlandia marcanii är en måreväxtart som beskrevs av William Grant Craib. Oldenlandia marcanii ingår i släktet Oldenlandia och familjen måreväxter.
Artens utbredningsområde är Thailand. Inga underarter finns listade i Catalogue of Life.